# Constantin Dăscălescu
Constantin Dăscălescu (Ploieşti, 2 de julho de 1923 — Bucareste, 16 de maio de 2003) foi um político romeno, que foi primeiro-ministro do seu país de 21 de maio de 1982 a 22 de dezembro de 1989, durante o regime comunista liderado por Nicolae Ceauşescu, até a Revolução Romena de 1989.
Em 1991, após a revolução, ele foi condenado à prisão perpétua, mas foi solto depois de cinco anos por problemas de saúde.